# قاي تروي
قاي تروي (بالإنجليزية: Guy Troy) هو متسابق خماسي حديث أمريكي، ولد في 15 مارس 1923 في واشنطن العاصمة في الولايات المتحدة.

## وصلات خارجية
- قاي تروي على موقع أوليمبيديا (الإنجليزية)